# Vanessa Rousso

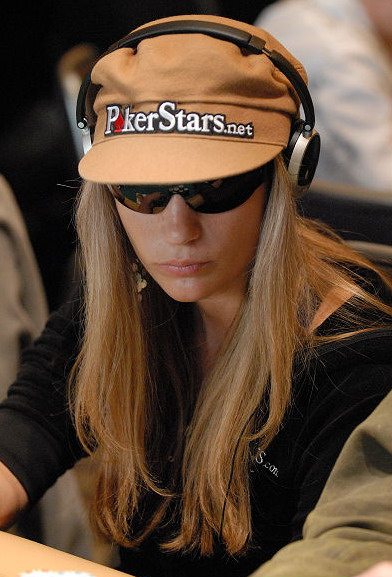
Vanessa Rousso

Vanessa Ashley Rousso född 5 februari 1983 i White Plains, New York, är en amerikansk professionell pokerspelare, känd under sitt Pokerstars onlinenamn Lady Maverick. Hon har dubbelt amerikanskt och franskt medborgarskap. Rousso var med i Pokerlaget Team PokerStars från 2006 till och med 2015, men har tjänat pengar som professionell pokerspelare sedan 2005. 2009 medverkade hon i magasinet Sports Illustrated Swimsuit Issue.
Fram till och med 2017 hade Rousso tjänat sammanlagt ca 3 500 000 dollar på sitt pokerspelande. Hon rankas som en av världens fem mest framgångsrika kvinnliga pokerspelare räknat i vinstpengar genom alla tider.
Den 16 juni 2015 meddelade TV-kanalen CBS att Vanessa Rousso skulle delta i sjuttonde säsongen av dokusåpan Big Brother. Hon hamnade på en tredje plats.